# Національна хореографічна спілка України
Національна хореографічна спілка України була створена у лютому 2002 року. 13 грудня 2004 року постановою Кабінету Міністрів України Всеукраїнській хореографічній спілці був наданий статус Національної. 
Головний осідок спілки знходиться у Києві в будинку національних творчих колективів. Відділення НХСУ діють в усіх регіонах України. За час існування Спілка започаткувала міжнародні, всеукраїнські та регіональні фестивалі, зокрема Міжнародний фестиваль танцю народів світу «Веселкова Терпсихора», який проводиться щороку в квітні до Міжнародного дня танцю, Міжнародний фестиваль «Фольклорний дивосвіт» та Всеукраїнський фестиваль-конкурс «Нові хореографічні постановки».
Голова НХСУ - Мирослав Вантух.